# 가르그주다이

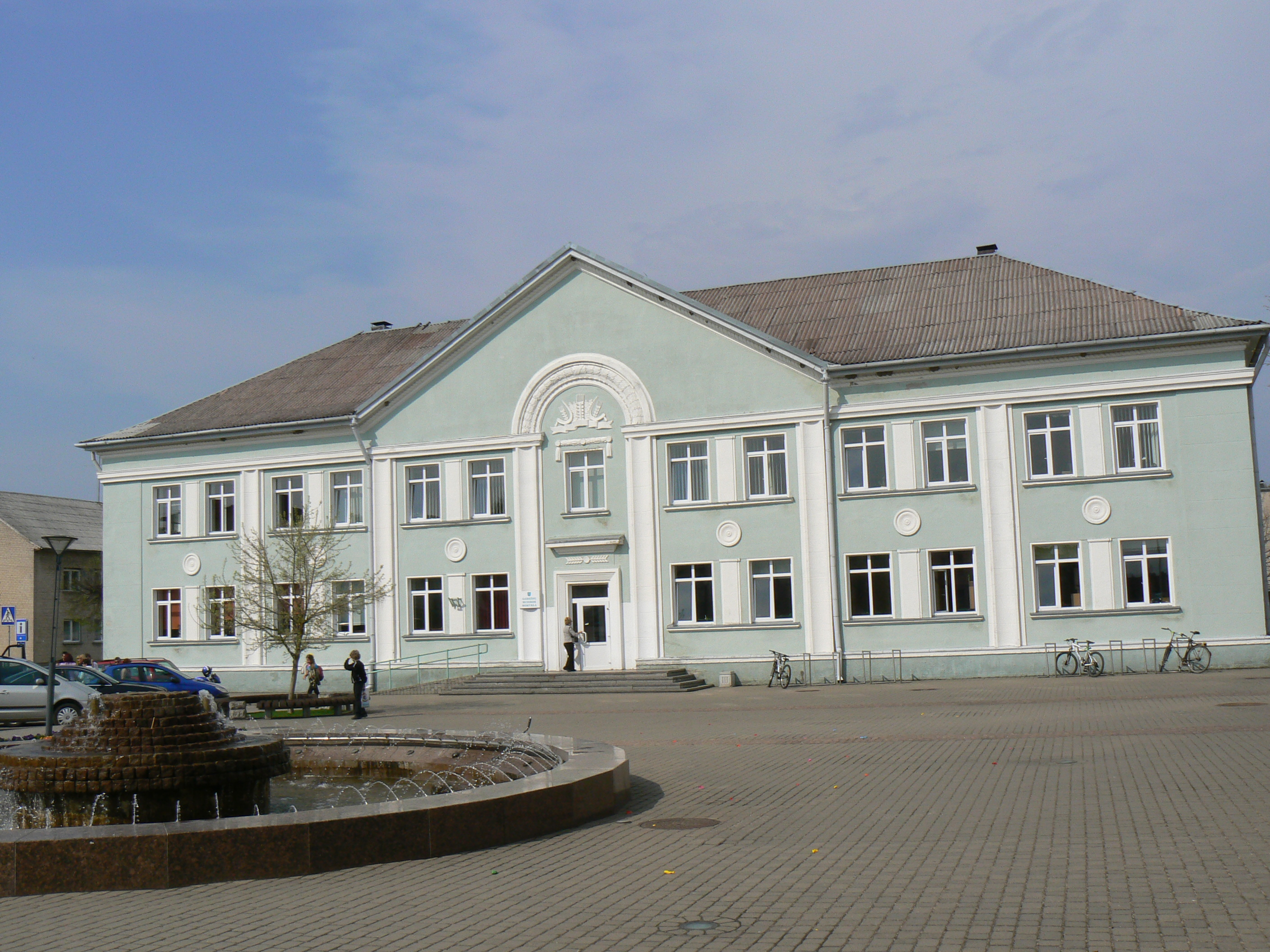
가르그주다이

가르그주다이(리투아니아어: Gargždai)는 리투아니아 서부 클라이페다주의 도시로 인구는 16,814명(2010년 기준)이다. 1253년 문헌에 처음으로 등장했으며 시로 승격된 시기는 1792년이다.

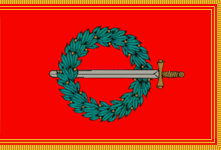
시기
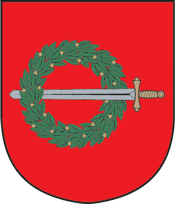
시 문장